# ニューカッスル・ブルースターFC
ニューカッスル・ブルースター・フットボールクラブ（Newcastle Blue Star Football Club）はイングランド北東部、タインアンドウィア州、ニューカッスル・アポン・タインを本拠地としていたサッカークラブチームである。

## 歴史
1930年創設。ニューカッスル・ビジネスハウスリーグ、ティンサイド・アマチュアリーグを経て、ノーザンコンベイション（現在のノーザンフットボールアリアンス、11部から13部相当）に昇格。1973年にブルースター・ウェルフェア（Blue Star Welfare）、1986年にブルースター（Blue Star）、1994年にRTMニューカッスル（RTM Newcastle）など、現在までに何度か名称を変更している。2009年6月に資金難のため活動停止。

## タイトル

### 国内タイトル
- FAヴェイス:1回

1977-1978
- ノーザンリーグ・ディヴィジョン1:1回

2005-2006
- ノーザンリーグ・ディヴィジョン2:2回

1985-1986（未昇格）,2004-2005
- ノーザンリーグカップ:2回

1985-1986,2005-2006
- ウェアサイドリーグ:5回

1973-1974,1975-1976,1982-1983,1983-1984,1984-1985

### 国際タイトル
- なし